# Joseph Finder
Joseph Finder (Chicago, 6 ottobre 1958) è uno scrittore e giornalista statunitense.

## Biografia
Nato nel 1958 a Chicago, vive e lavora tra Boston e Capo Cod. Dopo aver passato parte dell'infanzia tra l'Afghanistan e le Filippine, si è laureato all'Università Yale e ha completato gli studi specializzandosi in storia della Russia ad Harvard, ateneo dove ha insegnato per un breve periodo prima di essere reclutato alla CIA.
Abbandonata la carriera di agente, dopo un primo saggio politico pubblicato nel 1983, ha esordito nella narrativa nel 1991 con il thriller Moscow Club al quale hanno fatto seguito altri tredici romanzi di spionaggio premiati due dei quali hanno fornito il soggetto per altrettante trasposizioni cinematografiche.
Vincitore tra gli altri di due premi Barry, è giornalista specializzato in relazioni internazionali e spionaggio e scrive per i quotidiani New York Times e Washington Post e per la rivista The New Republic.

## Opere principali

### Serie Nick Heller
- Vanished (2009)
- Buried Secrets (2011)
- Plan B (2011)
- Guilty Minds (2016)

### Altri romanzi
- Moscow Club (The Moscow Club), Milano, Rizzoli, 1991 traduzione di Gianni Pilone Colombo ISBN 88-17-67367-6.
- Poteri straordinari (Extraordinary Powers), Milano, Rizzoli, 1994 traduzione di Mario Biondi ISBN 88-17-67026-X.
- Ora zero (The Zero Hour, 1996), Milano, Rizzoli, 1997 traduzione di Piero Spinelli ISBN 88-17-67071-5.
- Reati capitali (High Crimes, 1998), Milano, Rizzoli, 2000 traduzione di Laura Montixi Comoglio ISBN 88-17-86322-X.
- Paranoia, Milano, Rizzoli, 2004 traduzione di Roberta Zuppet ISBN 88-17-00299-2.
- Company Man (2005)
- Killer Instinct (2006)
- Power Play (2007)
- Il sospettato (Suspicion), Roma, Newton Compton, 2014 traduzione di Gabriele Giorgi ISBN 978-88-541-6755-1.
- The Fixer (2015)

### Saggi
- Red Carpet: The Connection Between the Kremlin and America's Most Powerful Businessmen (1983)

### Antologie
- Good and Valuable Consideration scritto con Lee Child nella raccolta Faceoff a cura di David Baldacci (2014)

## Filmografia
- High Crimes - Crimini di stato (High Crimes), regia di Carl Franklin (2002) (soggetto dal romanzo Reati capitali)
- Il potere dei soldi (Paranoia), regia di Robert Luketic (2013) (soggetto dal romanzo Paranoia)

## Premi e riconoscimenti
- Gumshoe Awards: 2006 miglior thriller con Company Man
- International Thriller Writers Awards: 2007 miglior romanzo con Killer Instinct
- Premio Barry per il miglior thriller: 2006 con Company Man e 2017 con Guilty Minds